# Ol'ga Chorošavceva
Ol'ga Nikolaevna Chorošavceva (in russo Ольга Николаевна Хорошавцева?; Ačinsk, 24 agosto 1994) è una lottatrice russa, specializzata nella lotta libera.

## Palmarès
- Mondiali

Nur-Sultan 2019: bronzo nei 55 kg.
- Europei

Roma 2020: oro nei 55 kg.